# Tunisie aux Jeux olympiques d'été de 1984
La Tunisie a participé aux Jeux olympiques d'été de 1984 à Los Angeles (États-Unis).

## Résultats par épreuve

### Athlétisme
1 500 mètres hommes
- Mohamed Alouini (en)
  - 6e de sa série avec 3 min 49 s 78 au premier tour : non-qualifié

800 mètres hommes
- Mohamed Alouini
  - 3e de sa série avec 1 min 47 s 20 au premier tour : qualifié
  - 5e de sa série avec 1 min 45 s 78 en quart de finale : non-qualifié

3 000 mètres steeple hommes
- Fethi Baccouche
  - 3e avec 8 min 27 s 49 au premier tour : qualifié
  - 6e avec 8 min 18 s 70 en demi-finale : qualifié
  - 12e avec 8 min 43 s 40 en finale

5 000 mètres hommes
- Fethi Baccouche
  - a abandonné au premier tour

### Boxe
Plume (moins de 57 kg)
- Noureddine Boughanmi (en)
  1. Premier tour
  2. Second tour — perdu contre Satoru Higashi (en) ( Japon), 1:4

Super léger (moins de 63,5 kg)
- Lofti Belkhir (en)
  1. Premier tour
  2. Second tour — vainqueur de Kunihiro Miura (en) ( Japon), 4:1
  3. Troisième tour — vainqueur de Rushdy Armanios (en) ( Égypte), 5:0
  4. Quart de finale — perdu contre Mircea Fulger ( Roumanie), 0:5

Welter (moins de 67 kg)
- Khemaïs Refaï (en)
  1. Premier tour
  2. Second tour — vainqueur de Konrad König (en) ( Autriche) RSC-1
  3. Troisième tour — perdu contre Genaro Léon ( Mexique) 2:3

### Haltérophilie
Coq (moins de 56 kg)
- Taoufik Maaouia
  1. Non classé à l'arraché
  2. 14e avec 125 kg à l'épaulé-jeté
  3. Non classé au total

Super-léger (moins de 67 kg)
- Hatem Bouabid (en)
  1. Non classé à l'arraché
  2. 15e avec 135 kg à l'épaulé-jeté
  3. Non classé au total

### Judo
Léger (moins de 71 kg)
- Hassan Ben Gamra (en)
  1. Vainqueur de Rony Khawam (en) ( Liban) au tour préliminaire
  2. battu par Luis Onmura ( Brésil) au tour préliminaire

Mi-lourd (moins de 95 kg)
- Abdelmajid Senoussi (en)
  1. battu par Günther Neureuther ( Allemagne de l'Ouest) au tour préliminaire

Open
- Béchir Khiari
  1. battu par Mohamed Rashwan ( Égypte) au tour préliminaire
  2. battu par Mihai Cioc ( Roumanie) au repêchage

### Natation
100 m nage libre dames
- Faten Ghattas
  - 1 min 02 s (5e de sa poule au premier tour)

100 m papillon dames
- Faten Ghattas
  - 1 min 05 s 91 (6e de sa poule au premier tour)

200 m papillon dames
- Faten Ghattas
  - 2 min 22 s 68 (7e de sa poule au premier tour)

200 m 4 nages dames
- Faten Ghattas
  - 2 min 29 s 77 (6e de sa poule au premier tour)

### Volley-ball
Compétition masculine
Tunisie → 9e place (1-4-6-3-14)
- Résultats :
  - Tour préliminaire 
    - Tunisie -  Corée du Sud 0-3
    - Tunisie -  États-Unis 0-3
    - Tunisie -  Brésil 0-3
    - Tunisie -  Argentine 0-3

  - Match de classement (pour la 9e place)
    - Tunisie -  Égypte 3-2
- Joueurs : 
  - Rachid Boussarsar
  - Msaddek Lahmar
  - Ghazi Mhiri
  - Abdelaziz Ben Abdallah (en)
  - Walid Boulahia
  - Fayçal Laâridhi
  - Mbarek Chebbi
  - Slim Mehrezi
  - Adel Khechini (en)
  - Yacine Mezlini
  - Mohamed Sarsar (en)
  - Mounir Barek (en)